# Société équatoriale des mines
 (février 2016).
La Société équatoriale des mines (SEM) est une société publique gabonaise à gestion privée qui a pour missions, au nom et pour le compte de l’État gabonais, de détenir et gérer sa participation dans les sociétés minières.

## Missions
La Société équatoriale des mines exerce notamment les activités suivantes à l'intérieur du domaine minier de la République gabonaise :
- le développement, l'exploitation de ses titres miniers ;
- la valorisation de sa production minière ;
- l'amélioration de la connaissance géologique et minière du Gabon ;
- le développement de la petite mine ;
- la transformation locale de tout ou partie des substances minérales extraites ;
- la commercialisation des substances précieuses.